# 盛岡市立城東中学校
盛岡市立城東中学校（もりおかしりつじょうとうちゅうがっこう）は、岩手県盛岡市東新庄にある公立中学校。

## 沿革
- 1962年 開校、校章制定、校歌制定
- 1964年 校舎落成、創設記念祝賀会
- 1966年 校旗樹立
- 1971年 創立10周年記念式典
- 1981年 創立20周年記念式典、記念誌発行、記念碑建立
- 1985年 野球部東北大会出場
- 1987年 創立25周年記念誌発行
- 1992年 創立30周年記念式典、記念誌発行、テレホンカード作成
- 2002年 創立40周年記念式典、祝賀会
- 2005年 読書活動優秀実践校文部科学大臣賞受賞

## 学校

### 行事
- 04月 - 新任式、始業式、入学式、生徒会入会式、家庭訪問、3年生修学旅行、市内一周継走、各種検診、PTA総会
- 05月 - 2年生宿泊研修、1年校外学習、生徒総会、各種検診
- 06月 - 体育祭、初夏の連合音楽会、市中総体、期末テスト
- 07月 - 期末清掃、地区集会、県中総体、期末面談、終業式
- 08月 - 始業式
- 09月 - 市中陸上、市中駅伝、市中新人大会、生徒会役選、学校林を育てる会
- 10月 - 岩鷲祭合唱コンクール、県中新人大会(前期)
- 11月 - 生徒総会、秋の連合音楽会、2年生職場体験、県中新人大会(後期)、期末テスト
- 12月 - 期末清掃、地区集会、期末面談、終業式
- 01月 - 始業式
- 02月 - 3送会、新入生説明会、期末清掃、期末テスト、小中交流会
- 03月 - 公立高校入試、修了式、卒業式、離任式